# Aurora (telenovela)
Aurora é uma telenovela estadunidense produzida pela Telemundo Studios e exibida pela Telemundo entre 1 de novembro de 2010 e 20 de maio de 2011.
Foi protagonizada por Sara Maldonado, Sonya Smith, Eugenio Siller e Jorge Luis Pila, com as participações antagônicas de Aylín Mujica e Sandra Destenave. Também conta com as atuações estelares de Karen Sentíes, Lisette Morelos, Braulio Castillo, Pablo Azar, Vanessa Pose, Ismael La Rosa e da primeira atriz Angélica María.
A telenovela aborda o tema da criônica.

## Sinopse
A história começa em 1990, em Nova York, com uma dançarina de 19 anos de idade, chamada Aurora Ponce de León, que estudava em uma das escolas de artes mais importantes de toda Nova York, a "New York Schools of the Arts", com suas duas melhores amigas, Vanessa Miller e Natalia Suárez. Uma noite, as três amigas foram a um bar convidadas por Natalia, onde, dançando, Aurora conhece Lorenzo Lobos, que, ao vê-la, se apaixona imediatamente por ela.
Aurora e Lorenzo se apaixonam perdidamente e vivem seu amor intensamente. Vanessa, que sempre sentiu ciúmes incontroláveis por tudo que Aurora tem, se enfurece com isso, porque ela também se interessa por Lorenzo, e, recorrendo a suas maldades, consegue separá-los. Durante a festa de aniversário de Aurora, ela pede a Federico Álvarez de Toledo, um eterno apaixonado por Vanessa, para que beije Aurora na frente de Lorenzo. Sentindo-se traído, Lorenzo abandona Aurora.
Tempos depois, Aurora descobre que está grávida e seu pai, furioso com isso, decide levá-la embora, para afastá-la daquele amor que, para ele, não era o que sua filha merecia. Poucos meses depois, após uma fracassada tentativa de fuga, Aurora dá à luz a uma menina, a quem põe o nome de Blanca. Um mês após o nascimento de Blanca, Aurora adoece por causa do confinamento e da tristeza que a consome. Ela contrai uma doença incurável e morre algum tempo depois de ser hospitalizada. Gustavo, para não perder sua filha, decide criogenizá-la, até poder encontrar a cura e lhe devolver a vida.
E assim se passam 20 longos anos, em que tudo mudou. Lorenzo se casou com Natália há quinze anos, formando uma família junto a Martín (filho de Lorenzo), Nina (filha de Natalia) e César (filho adotivo de ambos). Blanca já não é mais um bebê, é uma mulher de 20 anos, caprichosa e materialista, que acredita ser filha de Gustavo e Inés e odeia sua "irmã", chamando-a depreciativamente de "La congelada", que foi como a fizeram acreditar. Vanessa tornou-se uma atriz renomada e famosa, casada com um milionário e mãe de Vicky, uma menina muito inocente e ingênua diante da vida.
Gustavo decide ressuscitar sua filha, fazendo-a voltar à vida, apesar da oposição da equipe médica. Assim que desperta, Aurora tem vontade de ver Lorenzo e sua filha Blanca, mas, ao se inteirar de tudo o que aconteceu durante estes 20 anos, decide começar uma vida nova, levando todos a acreditar que ela não é Aurora Ponce de León, mas sim Aurora Álvarez de Toledo y Ponce de León, uma suposta filha secreta que tivera com Federico. Assim, Aurora começa do zero e cria uma relação amigável com sua filha Blanca, mas, sem saber como, acaba se apaixonando por Martín, filho de Lorenzo, e as coisas se complicam. Então, decide acabar com as mentiras e voltar a ser Aurora Ponce de León.

## Elenco
| Ator                     | Personagem                                                 |
| ------------------------ | ---------------------------------------------------------- |
| Sara Maldonado           | Aurora Ponce de León Paterson                              |
| Sonya Smith              | Ángela Amenabar                                            |
| Eugenio Siller           | Martín Lobos / Lorenzo Lobos (jovem)                       |
| Jorge Luis Pila          | Lorenzo Lobos                                              |
| Lisette Morelos          | Blanca Ponce de León Paterson / Blanca Lobos Ponce de León |
| Vanessa Pose             | Victoria "Vicky" Hutton Miller / Vanessa Miller (jovem)    |
| Aylín Mujica             | Vanessa Miller Luarca vda. de Hutton                       |
| Carolina Tejera          | Clara Amenabar                                             |
| Pablo Azar               | César Lobos Suárez                                         |
| Braulio Castillo Jr.     | Gustavo Ponce de León                                      |
| Sandra Destenave         | Natalia Suárez                                             |
| Ismael La Rosa           | Federico Álvarez de Toledo                                 |
| Karen Sentíes            | Inés Paterson de Ponce y León                              |
| Melvin Cabrera           | Ernesto Podesta                                            |
| Angélica María           | Pasión Urquijo                                             |
| David Chocarro           | Christian Santana / Christian Miller Urquijo               |
| Zully Montero            | Catalina Quintana Pérez vda. de Miller                     |
| Tali Duclaud             | Nina Lobos Suárez / Natalia Suárez (jovem)                 |
| Mónica Franco            | Dra. Elizabeth Oviedo                                      |
| Rubén Morales            | Roque                                                      |
| Miguel Augusto Rodríguez | Dr. Williams                                               |
| Juan Pablo Llano         | Ramiro / Joaquín Geller                                    |
| Carla Rodríguez          | Dr. Liliana Rosales                                        |
| Rafael de la Fuente      | Max                                                        |
| Ana Carolina Grajales    | Charlotte                                                  |
| Zuleyka Rivera           | Diana del Valle                                            |
| Claudia Godínez          | Luisa del Valle                                            |
| Sabrina Pila             | Aurora "Aurorita" Lobos Ponce de León                      |
| Juan Cepero              | Dr. Aníbal López                                           |
| Michelle Vargas          | Daniela                                                    |
| Rosalinda Rodríguez      | Mãe de Daniela                                             |
| Leslie Stewart           | Verónica La Salle                                          |
| Oscar Díaz               | Detetive Beltrán                                           |
| Sandra Eichler           | Mercedes Geller                                            |
| Scarlet Gruber           | Jenny                                                      |